# Time for Miracles
Time for Miracles – ballada pop-rockowa amerykańskiego piosenkarza Adama Lamberta wydana jako drugi singel w dorobku muzyka. Utwór został wydany 16 października 2009 za pośrednictwem Amazon.com. Mimo że piosenka była jego pierwszą od udziału w American Idol, nie została wydana oficjalnie jako jego debiutancki singiel. Zamiast niego pierwszym singlem promującym album został utwór „For Your Entertainment”. Time for Miracles został wykorzystany jako zakończenie w filmie katastroficznym 2012. Pełna wersja piosenki została wydana 17 października 2009 za pośrednictwem YouTube i 20 października 2009 poprzez digital download.

## Listy przebojów
7 listopada 2009 utwór zadebiutował na #50 pozycji Billboard Hot 100. W Stanach Zjednoczonych, piosenka została legalnie pobrana 98,000 razy.
| Lista (2009)           | Najwyższa pozycja |
| ---------------------- | ----------------- |
| U.S. Billboard Hot 100 | 50                |
| Canadian Hot 100       | 26                |